# Les Altres Herbes
Les Altres Herbes (literal, Las otras hierbas) es un sello editorial conjunto de dos editoriales españolas en lengua catalana: Les Males Herbes y L'Altra Editorial. Fue fundado en julio de 2020 y presentado en sociedad el 21 de octubre de 2020.
La idea del proyecto surgió en 2018, cuando las dos editoriales publicaron de manera simultánea dos obras del escritor estadounidense Stephen King, «Torn de nit» (Les Males Herbes) y «Escriure» (L'Altra Editorial) y se quedaron con ganas de continuar colaborando. Ricard Planas, Eugènia Broggi y Ramon Mas presentaron el proyecto diciendo que el objetivo del sello era publicar clásicos modernos de todo el mundo en lengua catalana, y que preveían construir una colección de manera colaborativa, que publicara un par de libros el año.
El primer título de la colección fue el clásico de la literatura estadonunidense Flors per a l'Algernon, de Daniel Keyes, una novela que ganó uno de los Premios Nébula y fue traducida al catalán por Pep Verger. Se prevé que durante la primavera de 2021 publiquen los cuentos de Daphne du Maurier.

No venim a competir amb la precipitació de la novetat o la descoberta d'un autor, sinó a engreixar els clàssics (traduïts) en la nostra llengua; i això no molesta mai
Eugènia Broggi